# أدريان بينوك
أدريان بينوك (بالإنجليزية: Adrian Pennock) هو لاعب كرة قدم ومدرب كرة قدم بريطاني في مركز الدفاع، ولد في 27 مارس 1971 في إبسوتش في المملكة المتحدة. لعب مع إبسفليت يونايتد ونادي بورنموث ونادي غيلينغهام ونادي مولده ونورويتش سيتي.

## وصلات خارجية
- أدريان بينوك على موقع قاعدة بيانات كرة القدم.إي يو (الإنجليزية)
- أدريان بينوك على موقع Soccerbase.com (لاعب) (الإنجليزية)